# Malosik-mauzóleum
A Malosik-mauzóleum a budapesti Fiumei úti sírkert egyik nevezetes síremléke.

## Története
Maloschik Antal (1846–1921)  Vaclav Malosik néven született szegény morvaországi katolikus család gyermekeként. 18 évesen költözött Magyarországra, és bornagykereskedéssel jelentős vagyont szerzett, egyben az ország 10 első adófizető polgárának egyike volt. Már életében, 1906-ban megrendelte családi síremlékét Wachtel Elemér építésznél. Az építkezési munkálatok 11 éven át zajlottak, és a családi emlékezet szerint egy 3 emeletes bérház árát emésztették fel. Az építkezések csak 1917-ben értek véget. Maloschik 4 évvel később hunyt el 75 éves korában, és itt is temették el, ahogy feleségét is.
Az család az 1950-évekig temetett a mauzóleumba, 1964-től azonban erre már nem volt lehetőségük. Az épület állaga folyamatosan leromlott, az 1980-as években pedig hajléktalanok is beleköltöztek. Amikor 1989-ben a családtagok úgy döntöttek: visszafoglalják felmenőik sírhelyét, úgy kellett összeszedegetni a csontokat a kripta padlójáról. A mauzóleumot 2021-ben újították fel, kápolna részét a nagyközönség előtt is megnyitották.

## Az épület jellemzői
Wachtel Elemér szecessziós stílusú épületet tervezett, de mintája az indiai sziklatemplomok voltak. Ez a fajta építészet Magyarországon ritkának számított. A mauzóleumot két szintes alakították ki: felső részén egy kápolna, alsó részén a kripta található. A két helység bejárati ajtaja az épület ellenkező oldalairól nyílik. Az épületen az eredeti Malosik családnév szerepel. 
A felújítás során az épület gránit-lépcsőjét újraépítették, a vörösréz tetőlefedést kijavították, kvarc-homokkő falat a növényzettől megtisztították, a négy ólomüveg ablakot visszaépítették. (Eddig ezeket a Róth Miksa Emlékház és Gyűjtemény, illetve a Maloschik-család őrizte.) Az ablakrácsokat, a gránitoltárt, a sérült vakolatrészeket, a tölgyfa imapadokat is helyreállították, Maloschik és felesége mellszobrát megtisztították. A kápolna belső kupolájának mozaikjait ragasztással stabilizálták, ennek felújítása még folyamatban van. A kápolnában elektromos világítórendszert építettek ki.
Az épület műemléki védelem alatt áll.

## Képtár

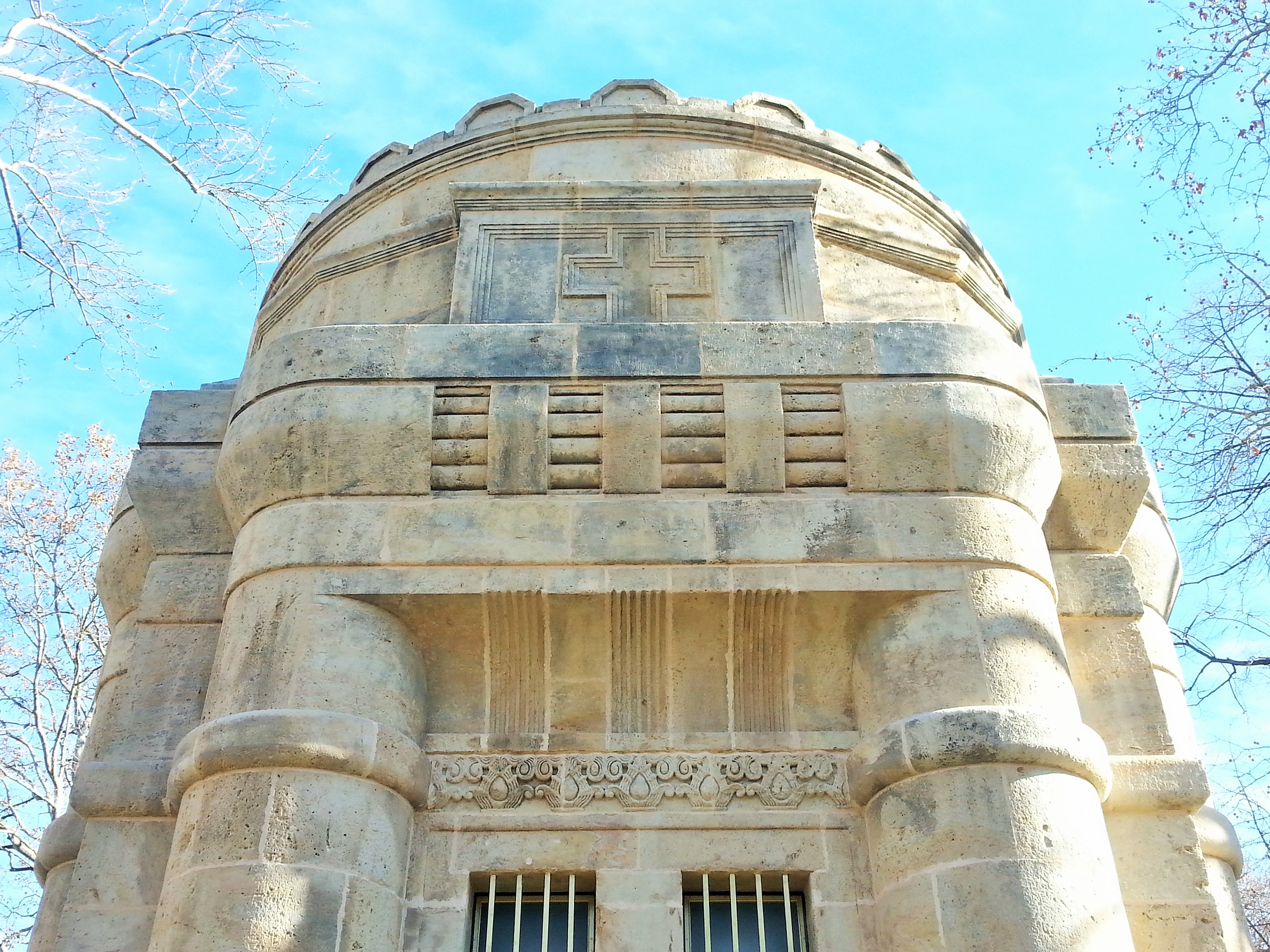
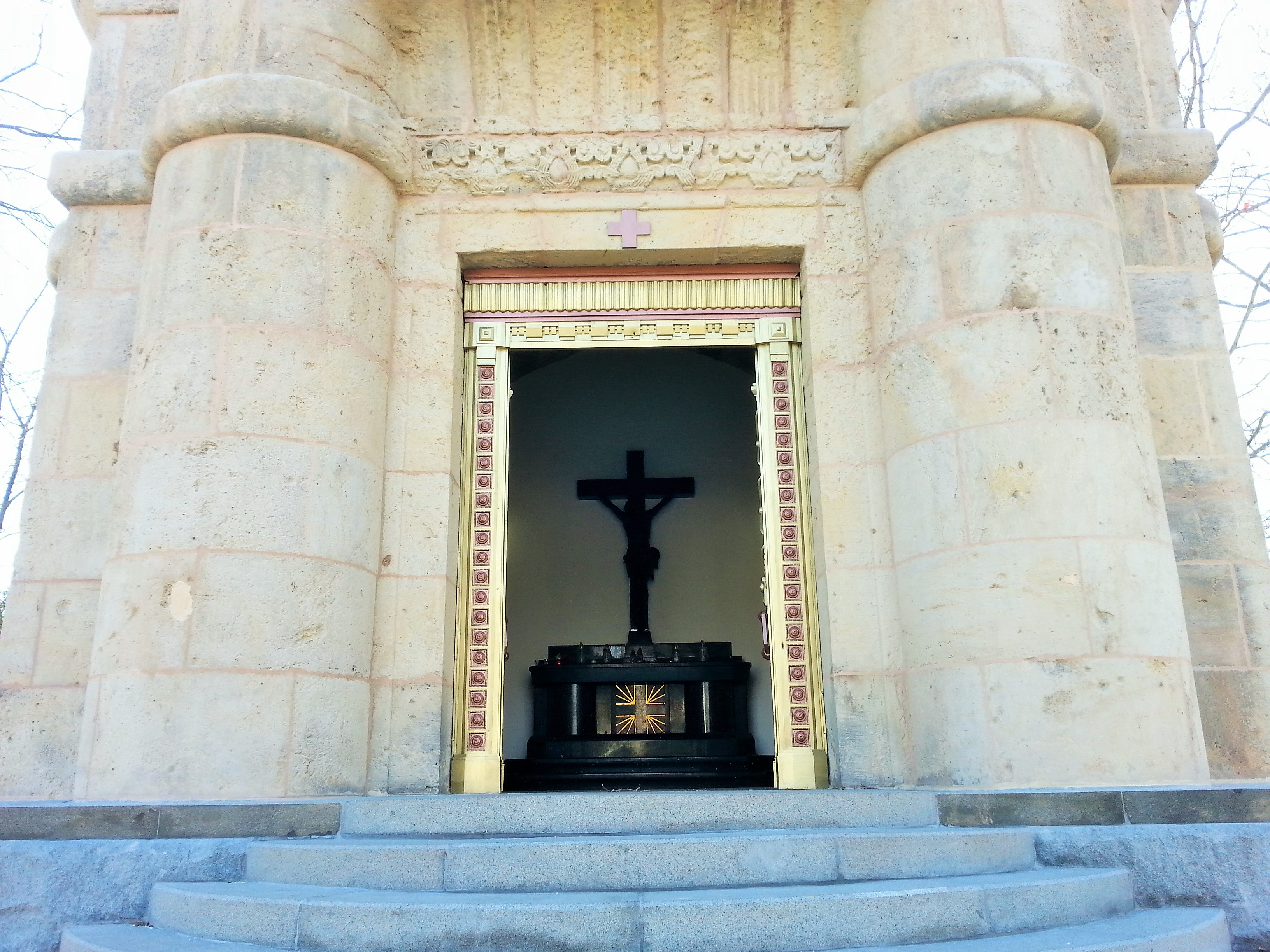
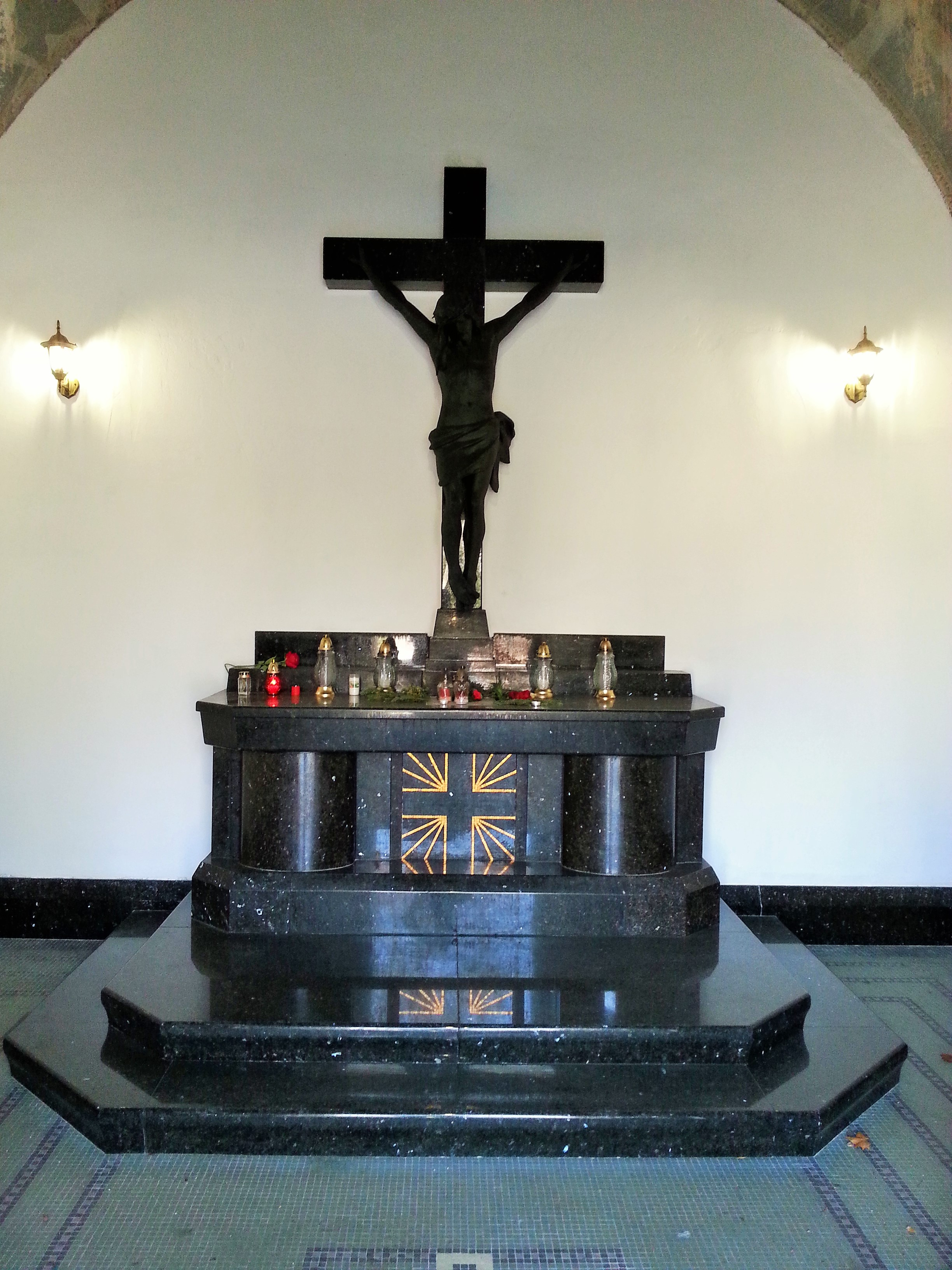
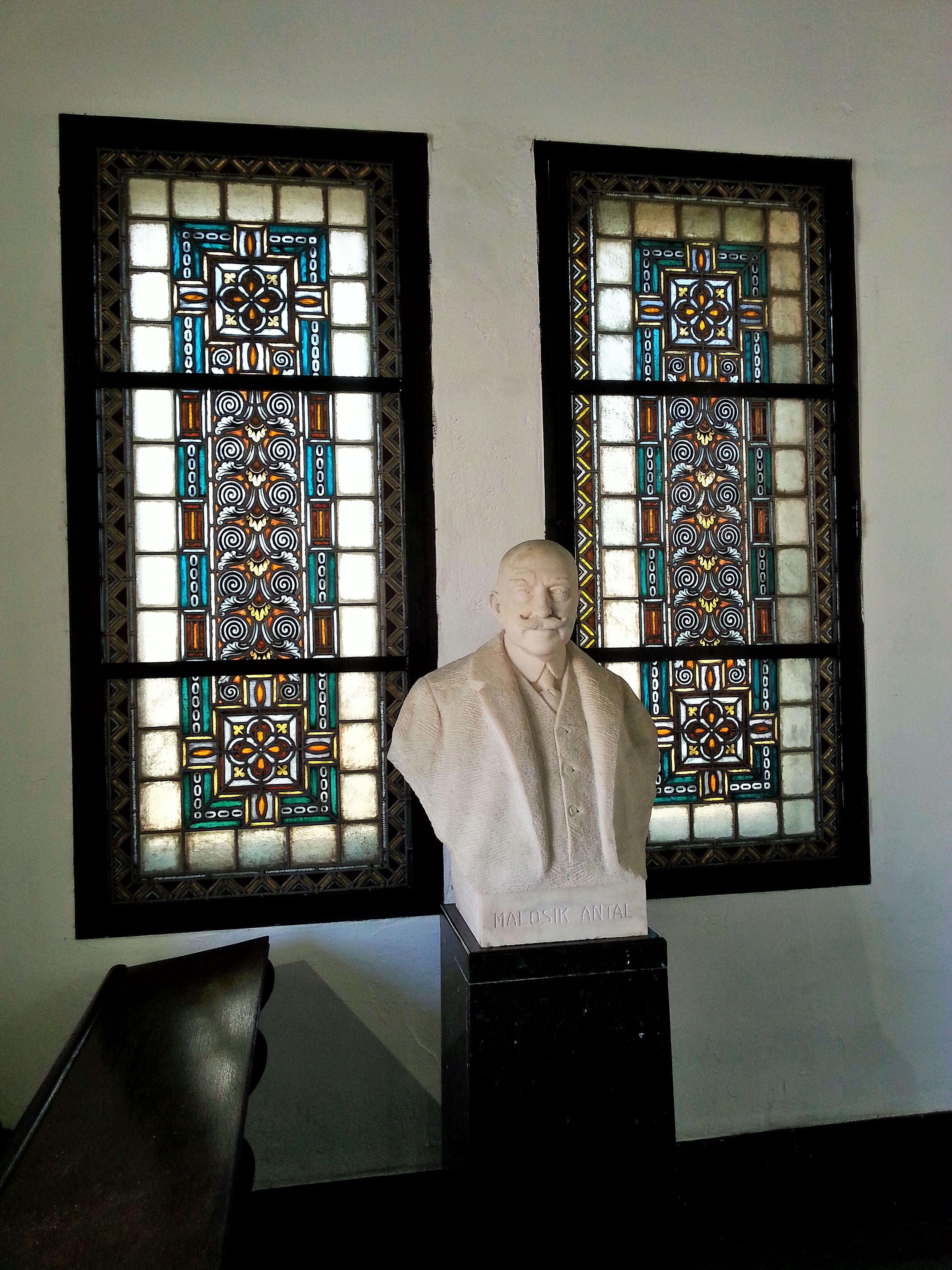
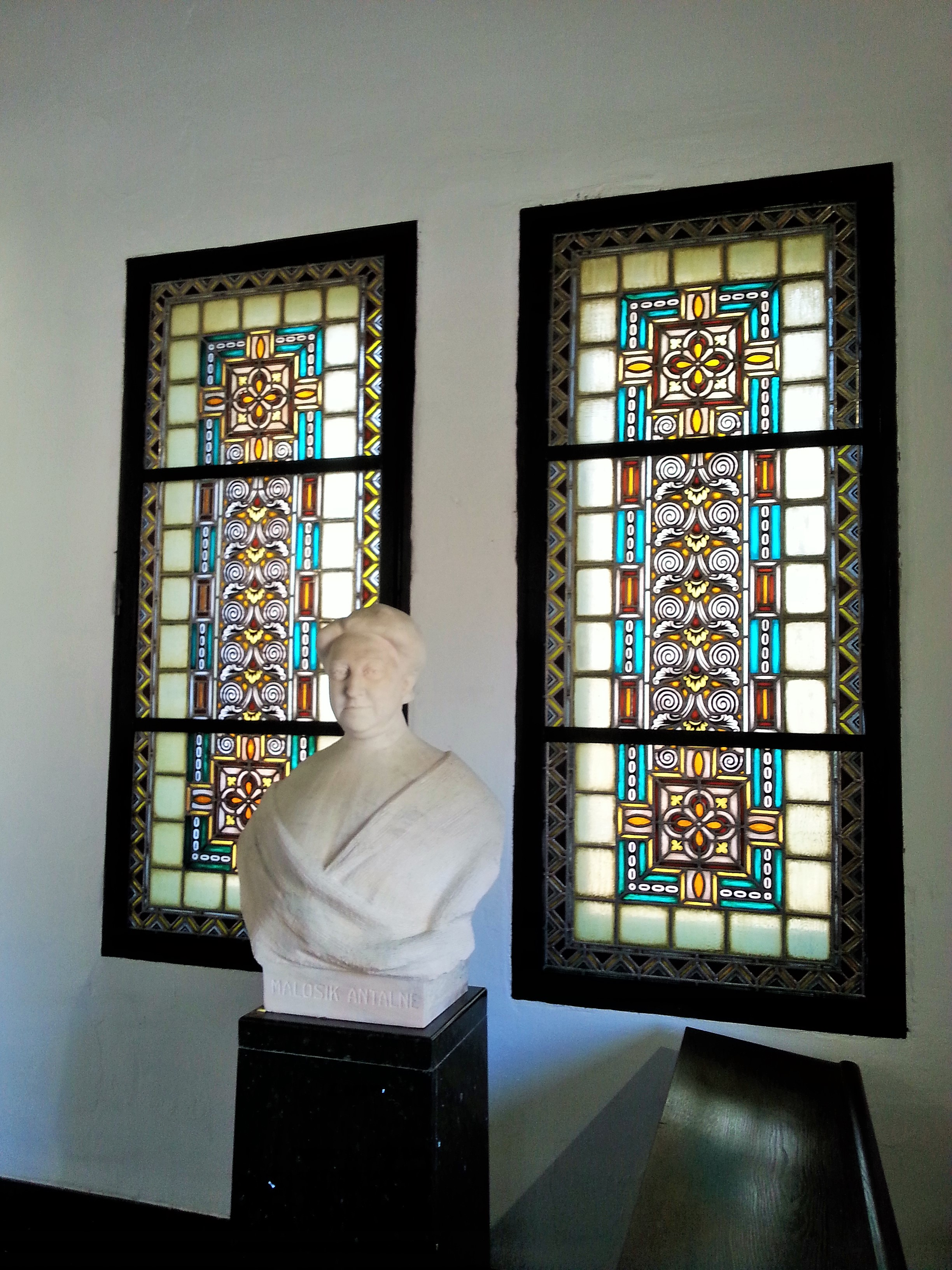
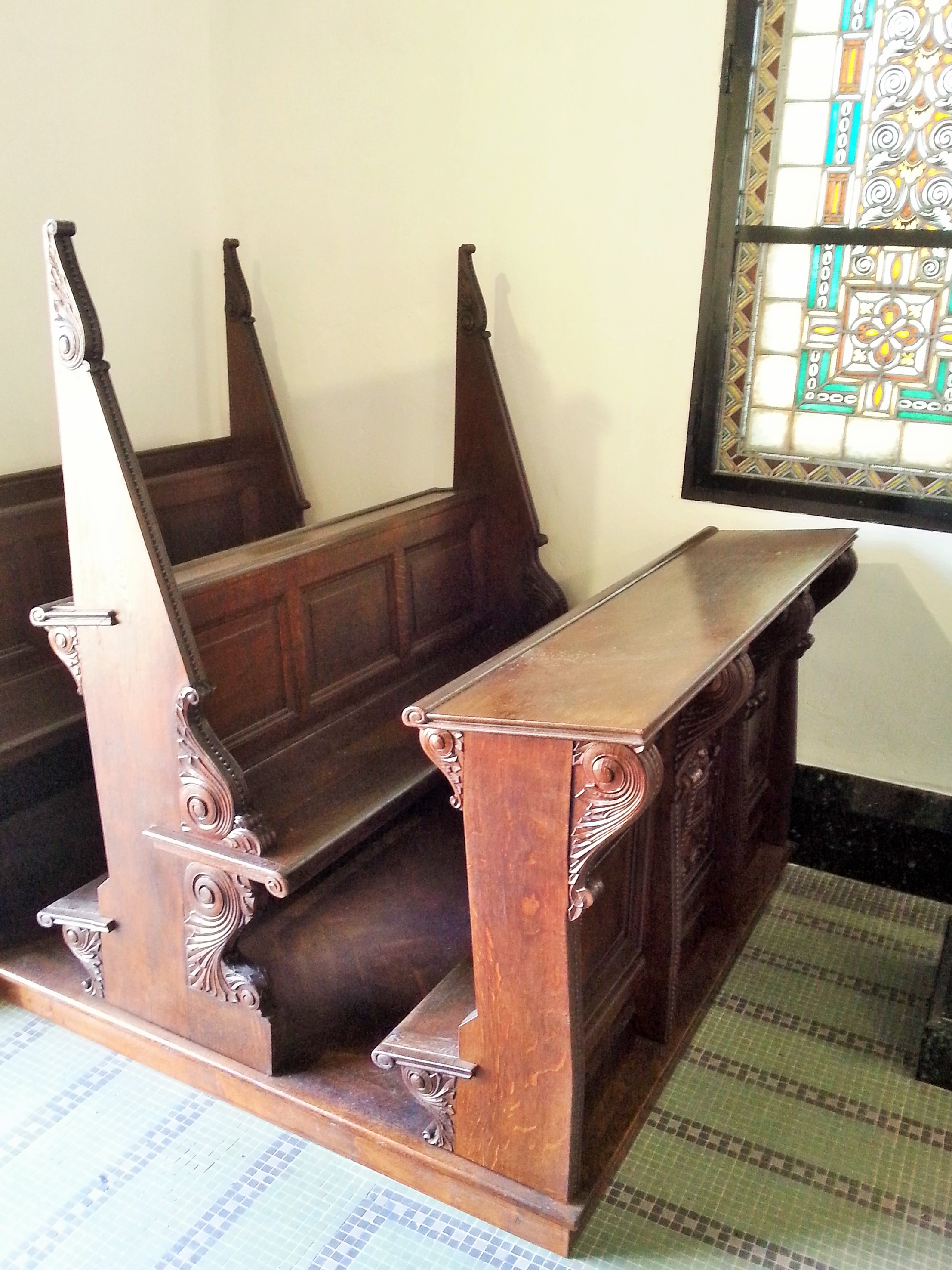
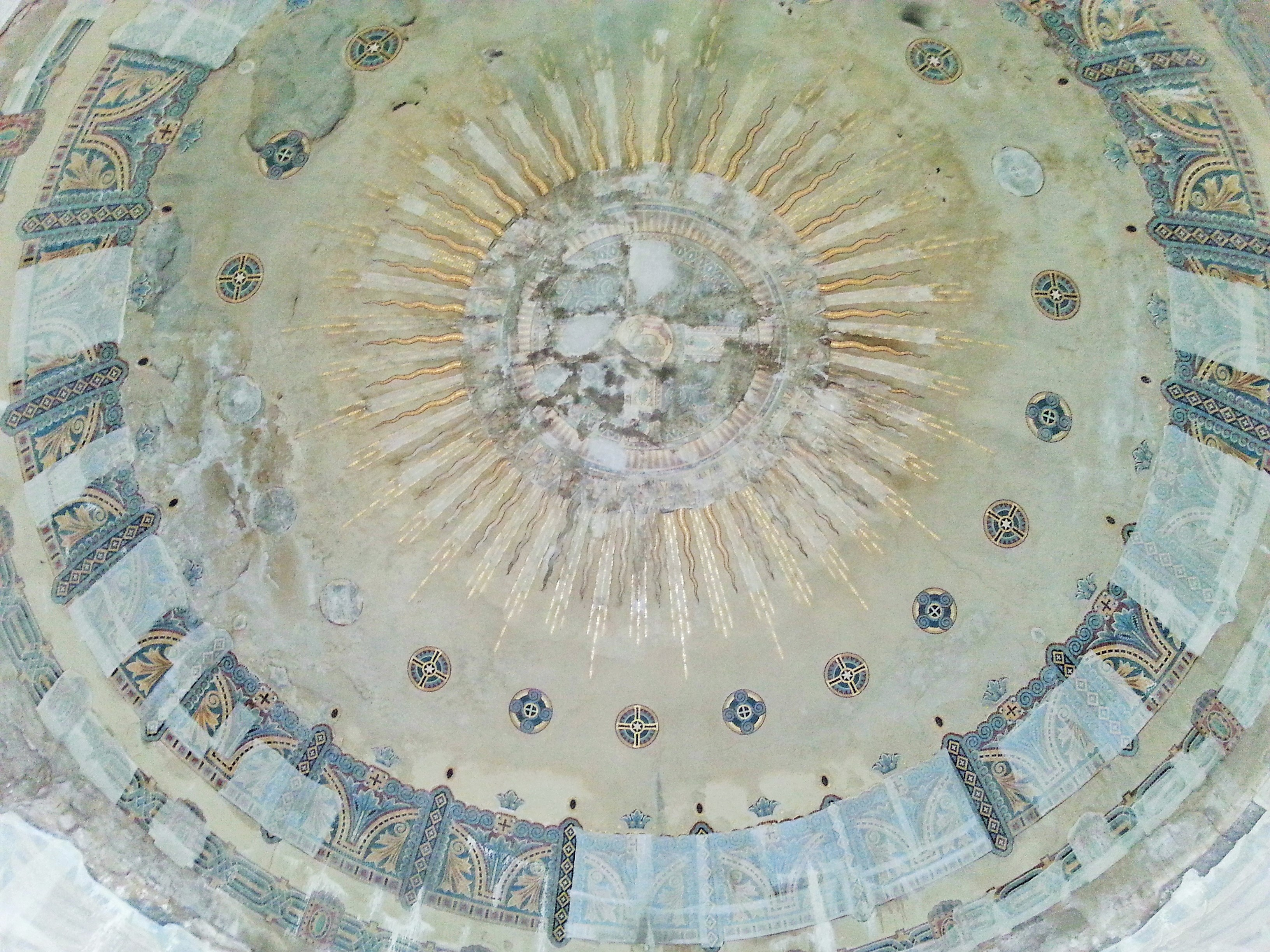
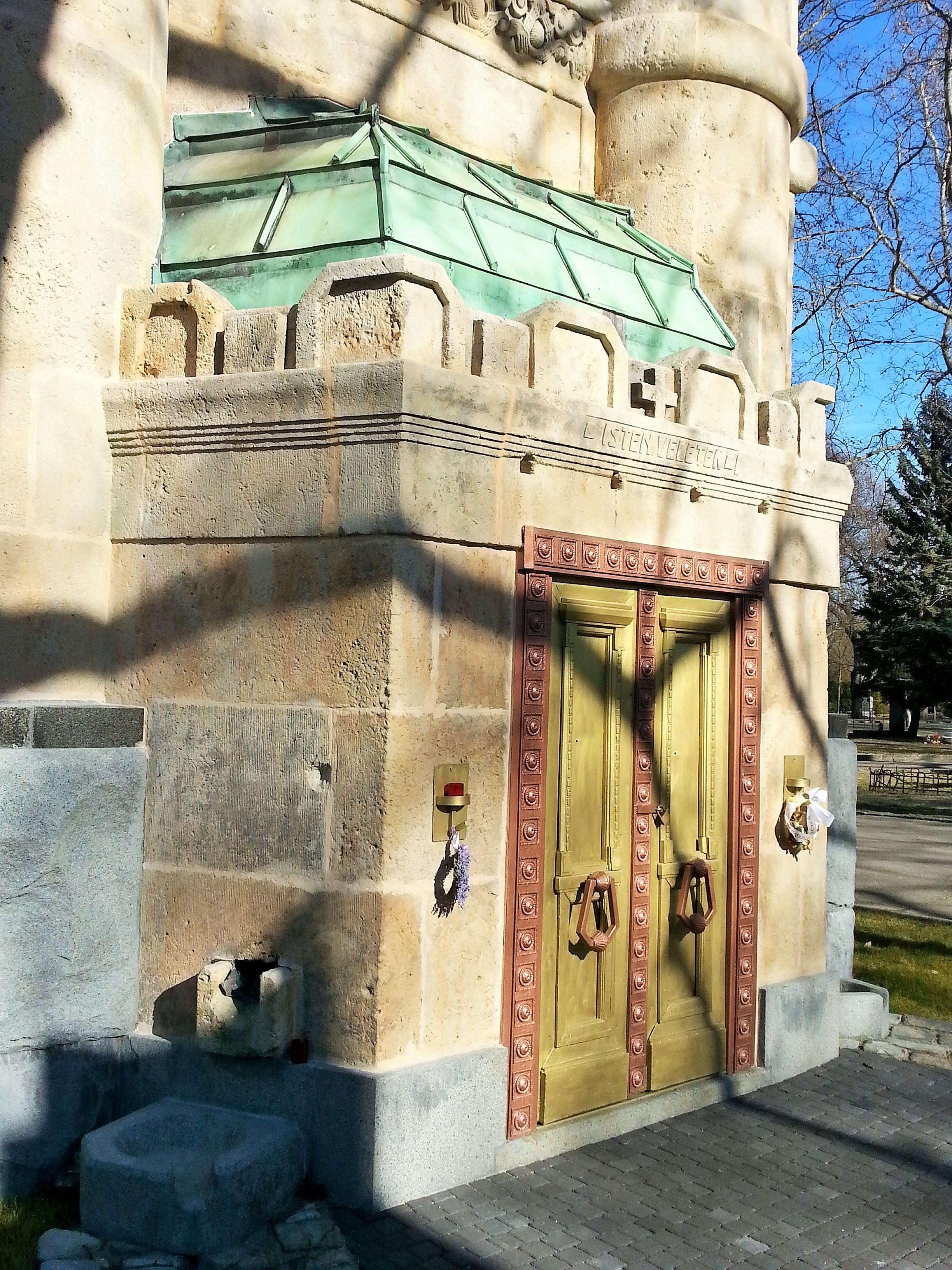
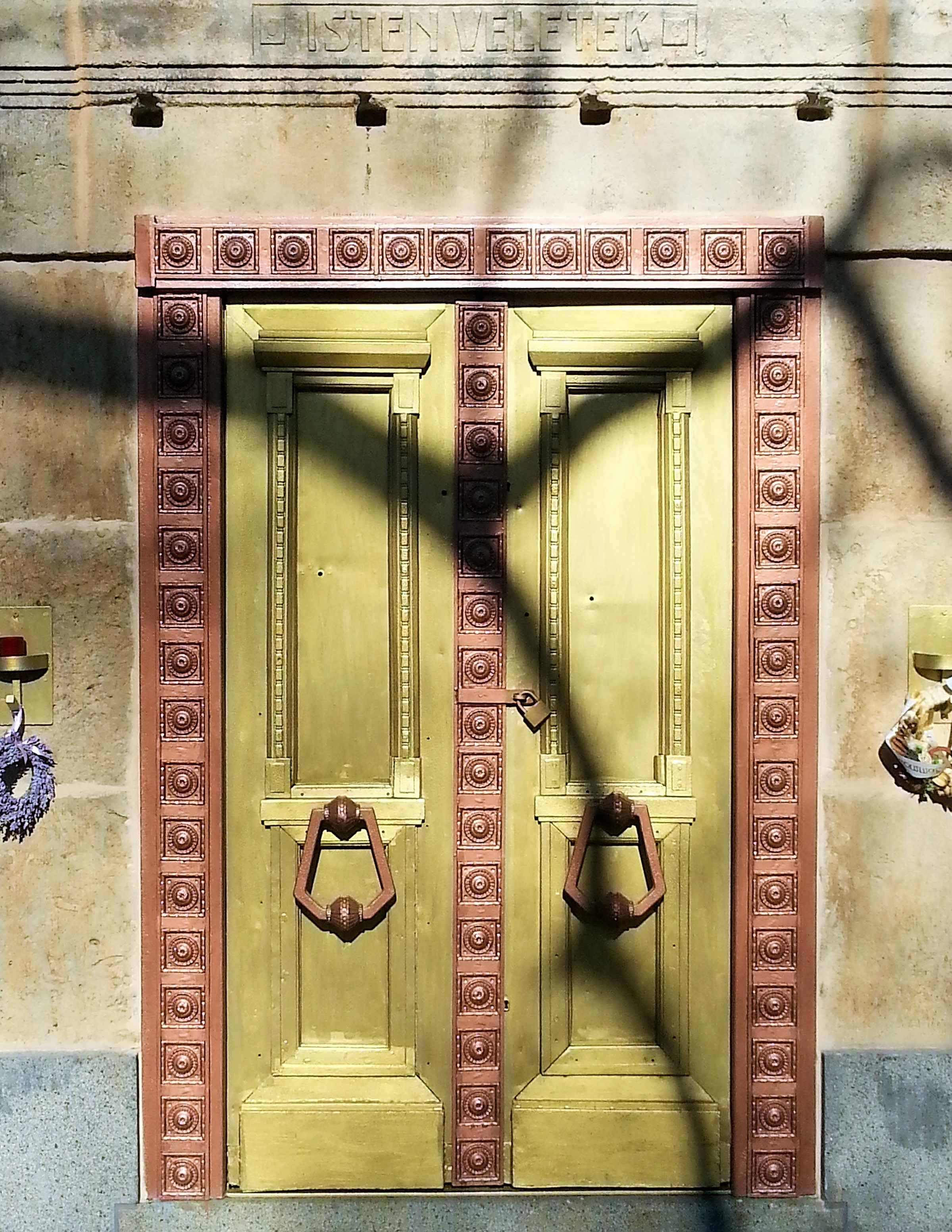